# Dan Barna
Ilie Dan Barna (n. 10 iulie 1975, Sibiu, România) este un politician român, vicepremier în Guvernul Florin Cîțu din 23 decembrie 2020 până în 7 septembrie 2021, membru al Camerei Deputaților din 2016 și fost președinte al Uniunii Salvați România (2017-2021), al treilea cel mai mare partid din Parlamentul României.

## Educație
Dan Barna este licențiat în Drept al Universității din București (1998). În perioada februarie–iulie 2000, a urmat un curs de formare de formatori la International Development Law Institute din Roma. În 2003, a obținut un master în Management de proiect din partea Universității Politehnica din București.

## Activitate profesională
Între 1996 și 1999, Dan Barna a lucrat pentru Centrul de Informare și Documentare pentru Tineret din cadrul Ministerului Tineretului și Sportului. În perioada 2003–2004 a lucrat pentru Transparency International la crearea Centrului de Consiliere Anticorupție pentru Cetățeni, iar între 2005 și 2007 a lucrat cu Delegația Comisiei Europene la București, unde a coordonat campaniile de informare privind Fondul Europa. În 2007 a înființat Grupul de Consultanță pentru Dezvoltare DCG, împreună cu Ana Laura Buzatu, George Horia Ion Ionescu și Dragoș Jaliu. A ieșit din firmă în 2016, odată cu preluarea funcției de secretar de stat în Ministerul Fondurilor Europene. În perioada cât a activat în mediul privat, Dan Barna a lucrat mult cu statul, în proiecte pe fonduri europene. Firma sa a avut contracte cu Ministerul Dezvoltării în 2009, cu Ministerul de Interne în 2011 și 2013, cu Ministerul Fondurilor Europene în 2013, cu Ministerul Justiției în 2014 sau cu Prefectura Constanța și Consiliul Județean Ialomița în 2012, respectiv 2014.

## Activitate politică
Dan Barna a fost ales în decembrie 2016 deputat USR de Sibiu. Este reprezentantul aripii liberale din USR. În Camera Deputaților, Dan Barna este vicepreședinte al Comisiei pentru politică externă și membru în Comisia pentru afaceri europene. A fost membru al Guvernului Cioloș, unde a deținut funcția de secretar de stat la Ministerul Fondurilor Europene condus de Cristian Ghinea, unul dintre principalii săi colaboratori din USR.
La congresul USR din mai 2017, Dan Barna a fost ales vicepreședinte al partidului, iar ulterior Biroul Național l-a desemnat purtător de cuvânt al formațiunii. La congresul din 28 octombrie 2017, Dan Barna a fost ales președintele USR cu 127 de voturi din totalul de 191 valabil exprimate.
În iulie 2019, Dan Barna a fost desemnat candidatul comun al Alianței USR–PLUS la alegerile prezidențiale din noiembrie, urmând să formeze un tandem cu Dacian Cioloș pentru funcția de premier. În septembrie, Barna a fost reales președinte al USR, cu 65% din voturi. A avut un contracandidat vocal, pe deputata Cosette Chichirău, care i-a contestat autoritatea în partid, obținând însă doar 31% din voturi.

## Controverse
Jurnaliștii de la Rise Project au publicat, la începutul campaniei pentru alegerile prezidențiale din 2019, o anchetă amplă despre proiectele derulate de firma lui Dan Barna înainte ca acesta să intre în politică. Potrivit investigației, în unele proiecte Barna și firma sa au canalizat banii europeni către firme beneficiare unde lucrau prieteni de-ai lui sau chiar sora acestuia, Gabriela Popa. De asemenea, în unele proiecte ar fi avut loc achiziții supraevaluate sau angajări fictive. Dezvăluirile Rise Project au dus la autosesizarea DLAF, organism aflat în subordinea Secretariatului General al Guvernului, motiv pentru care Dan Barna a cerut să fie anchetat de DNA. Parchetul anticorupție a deschis un dosar in rem, iar șeful DNA a comunicat ulterior că Dan Barna nu are calitatea de suspect sau inculpat în niciun dosar al acestei structuri de parchet.
În 2018, DNA a mai investigat un proiect în care firma lui Dan Barna a asigurat consultanța, ca și în proiectele despre care au scris jurnaliștii de la Rise Project. Procurorii de la DNA Alba, acolo unde s-a desfășurat proiectul, au clasat dosarul.